# Trichostema suffrutescens
Trichostema suffrutescens är en kransblommig växtart som beskrevs av Thomas Henry Kearney. Trichostema suffrutescens ingår i släktet Trichostema och familjen kransblommiga växter. Inga underarter finns listade i Catalogue of Life.